# هيلو (سلسلة)
هيلو (بالإنجليزية: Halo)‏ هي سلسلة ألعاب فيديو تصويب منظور الشخص الأول بدأت عام 2001، السلسلة من تطوير بنجي سابقًا و343 إندستريز حاليًا ومن نشر إكس بوكس غيم ستوديوز على منصات إكس بوكس ومايكروسوفت ويندوز. ودخلت السلسلة موسوعة غينيس للأرقام القياسية كأكثر لعبة إكس بوكس مبيعًا تبعًا لإحصائيات عام 2006.

## الألعاب

### هالو
صدرت في 15 نوفمبر، عام 2001 وكان الجزء الأول من السلسلة ولذي حقق 166 جائزة ومنها أقوى لعبة أونلاين، وأقوى جرافيكس، وأهم جائزة هي جائزة أفضل لعبة لعام 2001

### هيلو: كومبات إفولفد
صدرت في 15 نوفمبر، عام 2001 وكان الجزء الأول من السلسلة. في البداية كان قد قرر بأنه سوف يصدر على أجهزة الكمبيوتر ويندوز وكذلك أبل، ولكن مايكروسوفت قامت بإصدارها على جهاز ألعابها إكس بوكس. ثم بعد فترة تم إصدار نسختي ويندوز وماكنتوش.

### Halo CE
هذا الجزء يعتبر إضافات لنسخة الكمبيوتر من اللعبة، أبرزها احتواء اللعبة على المزيد من اللاعبين، وأصبح من الممكن اللعب في خرائط ينشئها اللاعبون.

### Halo 2
مايكروسوفت أصدرت هذا الجزء على جهاز إكس بوكس في 9 نوفمبر عام 2004 وكذلك على أجهزة الحاسوب التي تعمل على نظام فيستا. تحتوي اللعبة نظام جديد للتحكم ومركبات وأسلحة جديدة وكذلك من الممكن اللعب عبر الإنترنت مع عدة لاعبين من خلال إكسبوكس لايف.

### Halo 3
تم إصدار اللعبة بتاريخ 25 سبتمبر 2007 وحققت اللعبة مبيعات هائلة من أول ظهور لها اللعبة متوفرة فقط على xbox360.
وحازت على على الكثير من الجوائز لعام 2007 ومنها أفضل لعبة لعام 2007 ولم تتوقف هنا بل دخلت موسوعة غينيس بميعاتها الخيالية ولايزال بعد مرور ثلاث سنوات يلعبها يوميا أكثر من 1.300.000 شخص يوميا

### Halo ODST
أصدرت هيلو ODST في 22 سبتمبر 2009. تدور أحداث هذا الجزء بين الجزء الثاني والثالث من سلسلة هيلو وكان من المفترض أن تصدر هذه اللعبة على انها حزمة تحميل تابعة للجزء الثالث على الأكس بوكس 360 لكن بعد سنوات من التطوير اصدرت على انها لعبة كامله.

### هيلو: ريتش
صدرت فيه September 14th من عام 2010 .. حيت تدور أحداث هذا الجزء لأحداث وقعت قبل أحداث الجزء الأول من السلسلة، الحرب التي جمعت قوات UNSC ضد الخطر الأكبر وهم The Covenant على كوكب Reach الكوكب الذي سقط، كان من أهم كواكب البشرية، وبسقوطه البشرية معرضة للسقوط أيضاً، لذلك البشرية فعلت المستحيل للحرص على عدم سقوط الكوكب، لكن سوف يسقط الكوكب، وجميع من لعب الجزء الأول من Halo سوف يعرف ذلك، الآن الجميع يعلم نهاية هذي القصة، والبداية غير مهمة، لكن قصة اللعبة تتألق في الطريقة التي سوف تصل بها أحداث اللعبة لهذه النهاية المأساوية
وحقق أرباح هائلة في يومها الأول حيث حققت أكثر من 200 مليون دولار.

### الأجزاء مع تاريخ الإصدار والأجهزة
| العنوان             | سنة الإصدار | الأجهزة                                        |
| ------------------- | ----------- | ---------------------------------------------- |
| هيلو: كومبات إفولفد | 2001        | إكس بوكس، ماك أو أس عشرة، ويندوز، إكس بوكس 360 |
| هيلو 2              | 2004        | ويندوز، إكس بوكس                               |
| هيلو 3              | 2007        | إكس بوكس 360                                   |
| هيلو وورز           | 2009        | إكس بوكس 360                                   |
| هيلو 3: أو دي إس تي | 2009        | إكس بوكس 360                                   |
| هيلو: ريتش          | 2010        | إكس بوكس 360                                   |
| هيلو 4              | 2012        | إكس بوكس 360                                   |
| سبارتن أسلت         | 2013        | إكس بوكس 360                                   |
| هيلو 5: غارديانز    | 2015        | إكس بوكس ون                                    |
| هيلو إنفنت          | 2021        | إكس بوكس ون، إكس بوكس سيريس إكس وسيريس أس      |

## Halo Reach XBOX 360 S Bundle
اعلنت مايكروسوفت وبنجي عن اصدراها لبندل خاص للعبة Halo:Reach، وسيحتوي البندل على جهاز اكس بوكس سليم مع 250 جيجا بايت ومع يدين تحكم.
وأُطلقت اللعبة عالمياً في 14 سبتمبر 2010.